# Carl Trock-Madsen
Carl Trock-Madsen (født 10. marts 1891 i København, død 15. juli 1953 på Frederiksberg) var en dansk kunstmaler, der markerede sig indenfor socialrealismen.

## Biografi
Carl Trock-Madsen var søn af en grosserer og blev udlært som murersvend i 1911 og dimitterede fra Kunstakademiets Malerskole i 1919, hvor han blev undervist af Julius Paulsen og Peter Rostrup Bøyesen. Han var desuden elev af Harald Giersing fra 1917.
Han tog på flere studierejser; til Frankrig 1919-1930, Italien 1920 og Spanien 1936. I hans værker sås en forkærlighed for hverdagsmotiverne, som han ofte fandt i sit nærmiljø. I 1930'erne boede han på Østerbro og i 1940'erne i Valby.
Han var medlem af Den Uafhængige Udstilling, der udstillede på Den Frie i 1940'erne.
Foruden malerier på lærred lavede han glasmalerier, der kan ses i Garnisons Kirkes kapel, Birkerød Kirke, Elmelunde Kirke, Grindsted Kirke og Farup Kirke. Dertil kommer en glasmosaik (Kristus med barnet) i Børglum Østre Kirke.
Carl Trock-Madsen er begravet på Frederiksberg Ældre Kirkegård.

## Malerier i uddrag
- Fra Kastellet (1919),
- Vildænder (1929)
- Høns (1931)
- Langbold (1932)
- Gadebillede I, II og III (1933)
- Gran-Via, Palma de Mallorca (1936)
- Café i Sevilla (1936)
- Svømmehal (1937)
- Tørvearbejdere (1944)
- Tennis (1946)
- Udsigt mod Søndermarken (1949)
- Øjenklinik (1953)